# Xenonemesia
Genre
Xenonemesia est un genre d'araignées mygalomorphes de la famille des Pycnothelidae.

## Distribution
Les espèces de ce genre se rencontrent au Brésil, en Uruguay et en Argentine.

## Liste des espèces
Selon World Spider Catalog (version 23.0, 25/02/2022) :
- Xenonemesia araucaria Indicatti, Lucas, Ott & Brescovit, 2008
- Xenonemesia otti Indicatti, Lucas & Brescovit, 2007
- Xenonemesia platensis Goloboff, 1989

## Systématique et taxinomie
Ce genre a été décrit par Goloboff en 1989 dans les Nemesiidae. Il est placé dans les Microstigmatidae par Goloboff en 1995 puis dans les Pycnothelidae par Montes de Oca, Indicatti, Opatova, Almeida, Pérez-Miles et Bond en 2022.

## Publication originale
- Goloboff, 1989 : « Xenonemesia, un nuevo genero de Nemesiidae (Araneae, Mygalomorphae). » Journal of Arachnology, vol. 16, no 3, p. 357-363 (texte intégral).